# Doulaye, une saison des pluies
Pour plus de détails, voir Fiche technique et Distribution.
Doulaye, une saison des pluies est un documentaire français réalisé par Henri-François Imbert et sorti en 2000.

## Synopsis
Doulaye, une saison de pluies suit le réalisateur Henri-François Imbert parti au Mali à la recherche d'un ami de son père, Doulaye Danioko, qu'il avait rencontré enfant (en 1971) et qui l'avait beaucoup impressionné de par ses traits typiquement africains. Cette exploration du pays malien se fait dans la douceur, la lenteur, la patience, Le réalisateur et le spectateur découvrent ensemble le pays et enquêtent ensemble sur les traces de Doulaye. On y découvre une culture malienne ouverte et enclin à l'entraide. Le réalisateur finit par apprendre que Doulaye est un ancien député et le retrouve finalement. Cette rencontre mène à des échanges chargés d'émotions et à une contemplation du réalisateur dans la vie de famille de ce dernier.

## Fiche technique
- Titre : Doulaye, une saison des pluies
- Réalisation :  Henri-François Imbert
- Scénario : Henri-François Imbert
- Photographie : Henri-François Imbert
- Son : Pascal Rousselle
- Montage : Henri-François Imbert et Marianne Rigaud
- Musique : Sylvain Vanot
- Production : Libre cours
- Distribution : Magouric
- Pays :  France
- Genre : documentaire
- Durée : 80 minutes
- Date de sortie : France - 26 avril 2000

## Distribution[2]
- Madou Diarra
- Soundié Coulibaly
- Youssouf Coulibaly
- Drissa Koné
- Ousmane Touré
- Bakary Soumano
- Adama Danioko
- Aminata Ba
- Doulaye Danioko
- Kadidia Danioko
- Monsieur Sangaré et famille Coulibaly

## Distinctions

### Sélections
- Festival de Cannes 1999 (programmation de l'ACID)[3]

### Récompenses
- FIDMarseille 1998 : prix des cinémas de recherche